# Кечулата (Муреш)
Кечулата (рум. Căciulata) — село у повіті Муреш в Румунії. Входить до складу комуни Ричу.
Село розташоване на відстані 285 км на північний захід від Бухареста, 22 км на північний захід від Тиргу-Муреша, 61 км на схід від Клуж-Напоки, 149 км на північний захід від Брашова.

## Населення
За даними перепису населення 2002 року у селі проживали 172 особи, з них 167 осіб (97,1%) румунів. Рідною мовою 169 осіб (98,3%) назвали румунську.